# Eduard Euller
Eduard Euller (* 20. April 1874 in Linz; † 15. November 1935 ebenda) war ein sozialdemokratischer Politiker und von 1929 bis 1930 Linzer Bürgermeister.
Der gelernte Drucker und Setzer war von 1909 bis 1934 (mit Unterbrechung durch den Ersten Weltkrieg) im Linzer Gemeinderat vertreten.
Von 1927 bis zum Bürgerkrieg und des anschließenden Verbots aller politischer Parteien außer der Vaterländischen Front im Februar 1934 war Euller Bezirksvorsitzender der Sozialdemokratischen Partei. Kurzzeitig war er unter Josef Dametz auch Bezirkssekretär der Sozialdemokraten. Außerdem war er Landtagsabgeordneter, Bundesratsmitglied – seine Nachfolgerin war Marie Beutlmayr – und Stadtratsmitglied.
Während der Amtszeit von Bürgermeister Robert Mehr von 1927 bis 1929 war Euller Vizebürgermeister. Vom 15. Oktober 1929 bis 28. Mai 1930 war er Bürgermeister der Stadt Linz. Er wurde in diesem Amt von Josef Gruber beerbt.
Eduard Euller starb am 15. November 1935 in seiner Heimatstadt Linz.